# Донауштадт
Донауштадт (нім. Donaustadt) — 22-й і найбільший район Відня.
Порівняно молодий район Донауштадт був створений указом уряду Відня в 1946 році. Радянська окупаційна адміністрація затримала закон, тому він набрав чинності лише в 1954 році. Район поглинув поселення Кагран, Асперн, Брайтенлее, Есслінг і Леопольдау.
В Донауштадті розташований Віденський міжнародний центр, в якому знаходяться віденські будівлі ООН («Місто ООН»); в 1990-і і 2000-і роки навколо міжнародного містечка збудовані висотні офісні і житлові будинки власне Донауштадта. На схід від нього в 1980-і рр. був збудований великий житловий комплекс представництв СРСР, що нині належить МЗС РФ.
48°13′05″ пн. ш. 16°28′59″ сх. д. / 48.21806° пн. ш. 16.48306° сх. д.